# Adolf Vinnen (Schiff, 1929)
Die Adolf Vinnen war ein deutscher Seitentrawler, der im Zweiten Weltkrieg von der Kriegsmarine als Wetterbeobachtungsschiff eingesetzt wurde und dabei verloren ging.

## Bau
Das Schiff, benannt nach dem Bremer Reeder Adolf Vinnen, lief 1929 auf dem Werk Seebeck der Deschimag in Wesermünde für die Nordsee Deutsche Hochseefischerei vom Stapel. Es war 45,3 m lang und 7,7 m breit, hatte 3,8 m Tiefgang und war mit 391 BRT vermessen. Sein Heimathafen war Geestemünde, sein Fischereikennzeichen PG 478.

## Kriegsmarinedienst
Wie viele andere Fischdampfer wurde auch die Adolf Vinnen bald nach Kriegsbeginn von der Kriegsmarine requiriert, um deren rasch anwachsenden Bedarf an hochseetüchtigen, kleinen Schiffen zu decken. Nach entsprechendem Umbau wurde das Schiff im März 1940 als Wetterbeobachtungsschiff mit der Bezeichnung WBS 5 in Dienst gestellt. Die Besatzung bestand aus bis zu 15 Mann sowie einem fünfköpfigen Trupp meteorologischen Fachpersonals. WBS 5 wurde dem Marinegruppenkommando West (MGK West) zugeteilt und lief am 20. März 1940 von Wilhelmshaven aus, um gemeinsam mit den ebenfalls entlang der geplanten Fahrtstrecke positionierten Fritz Homann (WBS 3) und Hinrich Freese (WBS 4) im sogenannten „Operationsgebiet 1“ den Ausbruch des Hilfskreuzers Atlantis durch die Dänemarkstraße in den Nordatlantik mit Wettermeldungen zu unterstützen. Nach etwa 25 Tagen auf See kehrte die Adolf Vinnen Mitte April nach Wilhelmshaven zurück.
Gegen Ende des Monats verlegte sie in das inzwischen besetzte Norwegen. Bereits am 5. Mai lief sie aus Bergen wieder aus, um im „Operationsgebiet 2“ nordöstlich von Island, getarnt als belgischer Fischdampfer, den geplanten Durchbruch des Hilfskreuzers Widder (Schiff 21) durch die Dänemarkstraße mit Wetter- und Schiffsverkehrmeldungen zu unterstützen. Dieser Einsatz war nach drei Wochen beendet, als das Schiff auf seiner Position durch die Hinrich Freese abgelöst wurde. Derartige Wachwechsel der verfügbaren Einheiten waren dann die Regel für die von Norwegen aus operierenden Wetterbeobachtungsschiffe.
Am 22. Juli verließ die Adolf Vinnen Bergen und fuhr in das „Operationsgebiet 3“ nördlich von Jan Mayen, um dort die Handelskrieg-Operationen insbesondere des Schweren Kreuzers Admiral Hipper im Nordmeer mit Wettermeldungen zu unterstützen. Nach ihrer Ablösung am 20. August durch die Hinrich Freese kehrte sie nach Bergen zurück. In die Zeit dieses Einsatzes fiel Anfang August die Schaffung des Marinegruppenkommandos Nord und der damit verbundene Wechsel der Befehlsführung in der Nordsee vom MGK West an das MGK Nord, womit die Adolf Vinnen nunmehr dem MGK Nord unterstand.

## Versenkung

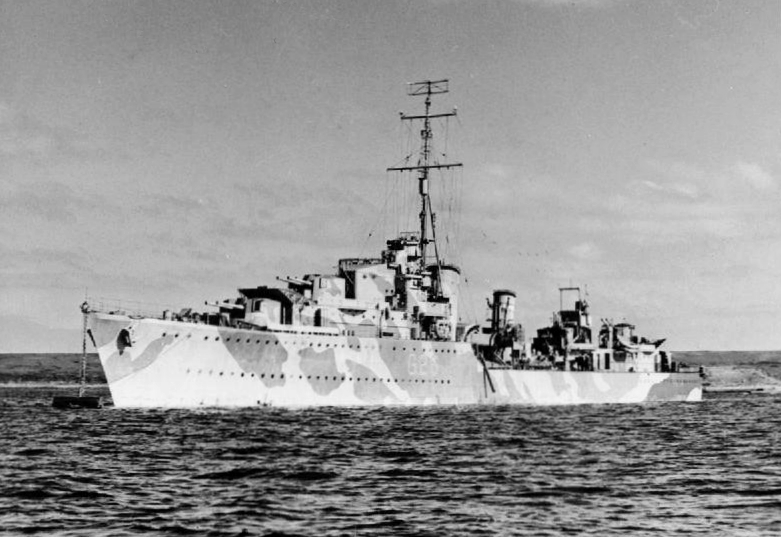
Der Zerstörer Matabele

Am 22. September 1940 lief sie erneut von Bergen aus, diesmal um für die nächsten vier Wochen nördlich von Island Position zu beziehen. Bei ihrer Rückfahrt einen Monat später wurde sie in der Nacht vom 23. zum 24. Oktober von den drei britischen Zerstörern Somali, Punjabi und Matabele etwa 25 Seemeilen nordwestlich der Halbinsel Stadlandet entdeckt und durch Artilleriebeschuss auf der Position 62° 29′ 0″ N, 4° 23′ 0″ O versenkt. Nur sieben der 14 Besatzungsmitglieder konnten sich beim Untergang des Schiffes auf ein Rettungsfloß retten, aber zwei von ihnen starben, noch ehe sie am 25. Oktober von dem norwegischen Trawler Odin gefunden und nach Ålesund gebracht wurden.